# Método TIE
O método TIE é um método combinado químico e toxicológico que permite a identificação e classificação de produtos químicos que causam toxicidade. É uma ferramenta para a monitorização de contaminação dos sedimentos, que permite detectar a presença de contaminantes nos sedimentos conhecidas e desconhecidas, se estiverem presentes em concentrações suficientes para causar toxicidade para os organismos de ensaio.